# Эйрсом Парк
«Э́йрсом Парк» (англ. Ayresome Park) — футбольный стадион в Мидлсбро, Англия. Построен в сезоне 1903-04 и был домашним стадионом футбольного клуба «Мидлсбро» до 1995 года, пока не был построен новый стадион «Риверсайд».
«Мидлсбро» ранее играл на «Линтхорп Роуд», но выход в Футбольную лигу Англии означали, что требовался улучшенный стадион. «Эйрсом Парк» был построен на Парадайз Филд, участке смежном со старым стадионом команды Мидлсбро Айронполис, которая играла в Футбольной Лиге в сезоне 1893-94.
Рекорд посещаемости (53 802 человек) был установлен 27 декабря 1949 года, когда «Мидлсбро» играл с «Ньюкасл Юнайтед». «Эйрсом Парк» был также одним из стадионов, принимавших чемпионат мира 1966 года. Три игры здесь играли сборные СССР, КНДР, Италии и Чили. КНДР выиграла у Италии 1:0, что выбило из чемпионата мира одну из самых сильных футбольных наций и продвинуло корейцев в четвертьфинал. Однако, посещаемость в «Эйрсом Парк» была самой низкой на всем турнире: всего лишь 15 887 человек посетили матч КНДР против Чили.
К началу 1990-х стадион устарел и остро встала потребность осовременить его, тем более доклад Тейлора предписал всем клубам Премьер Лиги и Футбольной Лиги оборудовать свои стадионы только сидячими местами к началу сезона 1994-95.
В последней игре на «Эйрсом Парк», которая состоялась 30 апреля 1995 года, оппонентом был «Лутон Таун». «Миддлсбро» выиграл 2:1, что обеспечило ему выход в Премьер Лигу.
«Эйрсом Парк», временно сохраненный как тренировочное поле до постройки нового стадиона, был демонтирован в начале 1997 года. Участок стадиона — теперь район жилой застройки.
Ворота с «Эйрсом Парк» были установлены снаружи главного входа в новый стадион «Риверсайд».